# Anarthruropsis longus
Anarthruropsis longus är en kräftdjursart som beskrevs av Rosalia Konstantinovna Kudinova-Pasternak 1984. Anarthruropsis longus ingår i släktet Anarthruropsis, överfamiljen Paratanaoidea, ordningen tanaider, klassen storkräftor, fylumet leddjur och riket djur. Inga underarter finns listade i Catalogue of Life.